# Tóru Šišime
Tóru Šišime (japonsky 志々目 徹), (* 8. března 1992 v Mijazaki, Japonsko) je japonský zápasník – judista.

## Sportovní kariéra
S judem začal ve 4 letech. Připravuje se při univerzitě Rjótokudži v Urajasu.

### Vítězství
- 2013 – 1x světový pohár (Budapešť)
- 2014 – 1x světový pohár (Düsseldorf)
- 2015 – 1x světový pohár (Düsseldorf)

## Výsledky
| Mistrovství světa | —  | —  | — |  | — | —  | 3. |  |  |  |  |  |  |  |  |  |  |  |  |  |  |  |  |
| Asijské hry       |    | —  |   |  |   | 3. |    |  |  |  |  |  |  |  |  |  |  |  |  |  |  |  |  |
| MS juniorů        | 1. | 1. | — |  |   |    |    |  |  |  |  |  |  |  |  |  |  |  |  |  |  |  |  |